# إنجر نيلسون
إنجر نيلسون (بالسويدية: Inger Nilsson)‏ هي مغنية وأمينة سر وممثلة سويدية، ولدت في 4 مايو 1959 في السويد. بدأت مشوارها المهني سنة 1969.

## وصلات خارجية
- إنجر نيلسون على موقع IMDb (الإنجليزية)
- إنجر نيلسون على موقع ميتاكريتيك (الإنجليزية)
- إنجر نيلسون على موقع روتن توميتوز (الإنجليزية)
- إنجر نيلسون على موقع مونزينجر (الألمانية)
- إنجر نيلسون على موقع ألو سيني (الفرنسية)
- إنجر نيلسون على موقع ميوزك برينز (الإنجليزية)
- إنجر نيلسون على موقع تيرنر كلاسيك موفيز (الإنجليزية)
- إنجر نيلسون على موقع أول موفي (الإنجليزية)
- إنجر نيلسون على موقع قاعدة بيانات الأفلام السويدية (السويدية)
- إنجر نيلسون على موقع أول ميوزيك (الإنجليزية)